# Latirus purpuroides
Latirus purpuroides là một loài ốc biển, là động vật thân mềm chân bụng sống ở biển trong họ Fasciolariidae.